# Rhino (javascriptový engine)
Rhino je javascriptový engine napsaný v programovacím jazyce Java. Projekt začal Netscape v roce 1997 a v roce 1998 jej převedl na Mozilla.org. Poté byl engine uvolněn jako open-source. V současné době jej spravuje Mozilla Foundation.
Mírně upravená verze Rhino 1.6r2 byla obsažena v Java SE 6, která byla vydána v prosinci 2006. To usnadňuje integraci JavaScriptu jako součást programů v jazyce Java. Jiné implementace Java 6 se mohou lišit. Od Java SE 8 byl nahrazen javascriptovým enginem od Oraclu jménem Nashorn.

## Ukázka kódu
Ukázka kódu v Javě spouštějící příkaz print('Hello, world!').
```
import
 
javax.script.ScriptEngine
;

import
 
javax.script.ScriptEngineManager
;

import
 
javax.script.ScriptException
;

public
 
class
 
RhinoEngine
 
{

    
public
 
static
 
void
 
main
(
String
[]
 
args
)
 
{

        
ScriptEngineManager
 
mgr
 
=
 
new
 
ScriptEngineManager
();

        
ScriptEngine
 
engine
 
=
 
mgr
.
getEngineByName
(
"JavaScript"
);

        
try
 
{

            
engine
.
put
(
"name"
,
 
args
[
0
]
);

            
engine
.
eval
(
"print('Hello ' + name + '!')"
);

        
}
 
catch
 
(
ScriptException
 
ex
)
 
{

            
ex
.
printStackTrace
();

        
}

    
}

}

```